# Liga Europy UEFA (2020/2021)/Faza grupowa
Faza grupowa Ligi Europy UEFA (2020/2021) ma na celu wyłonienie 24 drużyn uprawnionych do gry w fazie pucharowej Ligi Europy UEFA w sezonie 2020/2021. Rozgrywki wystartowały 22 października 2020 roku, a zakończyły się 10 grudnia tego samego roku. W każdej z grup, wszystkie zespoły grały ze sobą dwukrotnie w systemie mecz-rewanż.

## Uczestnicy
Spośród 48 zakwalifikowanych zespołów, 17 miało zagwarantowany udział w fazie grupowej dzięki rezultatom osiągniętym w krajowych rozgrywkach ligowych, a także pucharowych. Tak oto prawo startu od fazy grupowej Ligi Europy UEFA przysługiwało drużynom które:
- zwyciężyły w pucharowych rozgrywkach federacji sklasyfikowanych w rankingu lig krajowych UEFA na miejscach 1.-12. (12 drużyn)[a]
- zajęły piąte miejsce w krajowych rozgrywkach federacji sklasyfikowanych w rankingu lig krajowych UEFA na miejscach 1.-4. (4 drużyny)[b]
- zajęły czwarte miejsce w krajowych rozgrywkach federacji sklasyfikowanej w rankingu lig krajowych UEFA na miejscu 5. (1 drużyna)[c]

Pozostałe 31 drużyn wyłoniono w następujących sposób:
- 8 drużyn, które wywalczyły awans poprzez fazę kwalifikacyjną w ścieżce mistrzowskiej;
- 13 drużyn, które wywalczyły awans poprzez fazę kwalifikacyjną w ścieżce ligowej;
- 4 drużyny, które odpadły w III rundzie kwalifikacji do Ligi Mistrzów w scieżce ligowej.
- 6 drużyn, które odpadły w rundzie play-off kwalifikacji do Ligi Mistrzów.

## Podział na koszyki
Drużyny zostały podzielone na koszyki na podstawie współczynnika UEFA na rok 2020.
| Kolory w tabeli |
| --- |
| Zespoły zakwalifikowane do udziału w fazie grupowej poprzez awans z kwalifikacji w „ścieżce mistrzowskiej”                                                      |
| Zespoły zakwalifikowane do udziału w fazie grupowej poprzez awans z kwalifikacji w „ścieżce ligowej”                                                            |
| Zespoły zakwalifikowane do udziału w fazie grupowej poprzez odpadnięcie w „ścieżce mistrzowskiej” rundy play-off kwalifikacji do Ligi Mistrzów UEFA (2020/2021) |
| Zespoły zakwalifikowane do udziału w fazie grupowej poprzez odpadnięcie w „ścieżce ligowej” rundy play-off kwalifikacji do Ligi Mistrzów UEFA (2020/2021)       |
| Zespoły zakwalifikowane do udziału w fazie grupowej poprzez odpadnięcie w „ścieżce ligowej” III rundy kwalifikacji do Ligi Mistrzów UEFA (2020/2021)            |

| Koszyk 1          | Koszyk 1 |
| Drużyna           | Wsp      |
| ----------------- | -------- |
| Arsenal           | 91.000   |
| Tottenham Hotspur | 85.000   |
| Roma              | 80.000   |
| Napoli            | 77.000   |
| SL Benfica        | 70.000   |
| Bayer Leverkusen  | 61.000   |
| Villarreal CF     | 56.000   |
| CSKA Moskwa       | 44.000   |
| SC Braga          | 41.000   |
| KAA Gent          | 39.500   |
| PSV Eindhoven     | 37.000   |
| Celtic            | 34.000   |

| Koszyk 2          | Koszyk 2 |
| Drużyna           | Wsp      |
| ----------------- | -------- |
| Dinamo Zagrzeb    | 33.500   |
| Sparta Praga      | 30.500   |
| Slavia Praga      | 27.500   |
| Łudogorec Razgrad | 26.000   |
| BSC Young Boys    | 25.500   |
| FK Crvena zvezda  | 22.750   |
| Rapid Wiedeń      | 22.000   |
| Leicester City    | 22.000   |
| PAOK FC           | 21.000   |
| Qarabağ FK        | 21.000   |
| Standard Liège    | 20.500   |
| Real Sociedad     | 20.456   |

| Koszyk 3          | Koszyk 3 |
| Drużyna           | Wsp      |
| ----------------- | -------- |
| Granada CF        | 20.456   |
| Milan             | 19.000   |
| AZ Alkmaar        | 18.500   |
| Feyenoord         | 17.000   |
| AEK Ateny         | 16.500   |
| Maccabi Tel Awiw  | 16.500   |
| Rangers           | 16.250   |
| Molde FK          | 15.000   |
| TSG Hoffenheim    | 14.956   |
| LASK Linz         | 14.000   |
| Hapoel Beer Szewa | 14.000   |
| CFR Cluj          | 12.500   |

| Koszyk 4       | Koszyk 4 |
| Drużyna        | Wsp      |
| -------------- | -------- |
| Zoria Ługańsk  | 12.500   |
| Lille OSC      | 11.849   |
| OGC Nice       | 11.849   |
| HNK Rijeka     | 11.000   |
| Dundalk F.C.   | 8.500    |
| Slovan Liberec | 8.000    |
| Royal Antwerp  | 7.580    |
| Lech Poznań    | 7.000    |
| Sivasspor      | 6,720    |
| Wolfsberger AC | 6,585    |
| Omonia Nikozja | 5.350    |
| CSKA Sofia     | 4.000    |

## Losowanie
Losowanie grup odbyło się 2 października 2020 roku w Nyonie. UEFA przed losowaniem przyjęła zasadę, że drużyny z tej samej federacji nie mogą trafić do tej samej grupy. Dodatkowo ze względu na wymagania telewizji, jeżeli federacja posiada więcej niż jeden zespół w fazie grupowej, powinny one być „równomiernie” rozłożone w dwóch zestawach grup (A-F oraz G-L). 17 lipca 2014 roku Komitet Bezpieczeństwa UEFA zadecydował, że drużyny z Ukrainy oraz Rosji nie mogą znaleźć się w jednej grupie z powodu napiętej sytuacji politycznej pomiędzy oboma krajami.

## Terminarz
Ramowy terminarz zakłada rozegranie poszczególnych kolejek w następujących terminach:
| Kolejka   | Data                 |
| --------- | -------------------- |
| Kolejka 1 | 22 października 2020 |
| Kolejka 2 | 29 października 2020 |
| Kolejka 3 | 5 listopada 2020     |
| Kolejka 4 | 26 listopada 2020    |
| Kolejka 5 | 3 grudnia 2020       |
| Kolejka 6 | 10 grudnia 2020      |

## Grupy
| Kolory w tabeli grup                                         |
| ------------------------------------------------------------ |
| Zespoły z miejsc 1. i 2. awansują do 1/16 finału Ligi Europy |

Zasady ustalania kolejności w tabeli:
1. liczba zdobytych punktów w całej rundzie;
2. liczba punktów zdobyta w meczach bezpośrednich;
3. różnica bramek w meczach bezpośrednich;
4. różnica bramek w meczach bezpośrednich – podwójne liczenie bramek zdobytych na wyjeździe;
5. różnica bramek w całej rundzie;
6. liczba zdobytych bramek w całej rundzie;
7. współczynnik drużyny z poprzednich 5 sezonów.

### Grupa A
| Lp. | Drużyna            | M | Z | R | P | Bramki | Bramki | +/– | Pkt |
| --- | ------------------ | - | - | - | - | ------ | ------ | --- | --- |
| 1   | Roma (A)           | 6 | 4 | 1 | 1 | 13     | 5      | +8  | 13  |
| 2   | BSC Young Boys (A) | 6 | 3 | 1 | 2 | 9      | 7      | +2  | 10  |
| 3   | CFR Cluj           | 6 | 1 | 2 | 3 | 4      | 10     | −6  | 5   |
| 4   | CSKA Sofia         | 6 | 1 | 2 | 3 | 3      | 7      | −4  | 5   |

|                | ROM | YBO | CFR | CSS |
| -------------- | --- | --- | --- | --- |
| Roma           | –   | 3:1 | 5:0 | 0:0 |
| BSC Young Boys | 1:2 | –   | 2:1 | 3:0 |
| CFR Cluj       | 0:2 | 1:1 | –   | 0:0 |
| CSKA Sofia     | 3:1 | 0:1 | 0:2 | –   |

| 22 października 2020 18:55 CET | BSC Young Boys · Nsame 14' (k.) | 1:2(1:0)Raport | Roma · 69' Peres · 74' Kumbulla | Stade de Suisse Wankdorf, Berno Widzów: 600 Sędzia: Carlos del Cerro Grande |
|                                |                                 |                |                                 |                                                                             |

| 22 października 2020 18:55 CET | CSKA Sofia | 0:2(0:0)Raport | CFR Cluj · 53' Rondón · 74' (k.) Deac | Stadion Narodowy im. Wasiła Lewskiego, Sofia Widzów: 11 958 Sędzia: Halil Umut Meler |
|                                |            |                |                                       |                                                                                      |

| 29 października 2020 21:00 CET | Roma | 0:0(0:0)Raport | CSKA Sofia | Stadio Olimpico, Rzym Widzów: 0 Sędzia: Aleksei Kulbakov |
|                                |      |                |            |                                                          |

| 29 października 2020 21:00 CET | CFR Cluj · Rondón 62' | 1:1(0:0)Raport | BSC Young Boys · 69' Fassnacht | Stadion im. dr. Constantina Rădulescu, Kluż-Napoka Widzów: 0 Sędzia: Glenn Nyberg |
|                                |                       |                |                                |                                                                                   |

| 5 listopada 2020 18:55 CET | Roma · Mychitarian 2' · Ibañez 24' · Mayoral 34', 84' · Pedro 89' | 5:0(3:0)Raport | CFR Cluj | Stadio Olimpico, Rzym Widzów: 0 Sędzia: Matej Jug |
|                            |                                                                   |                |          |                                                   |

| 5 listopada 2020 21:00 CET | BSC Young Boys · Mambimbi 2', 32' · Sulejmani 18' | 3:0(3:0)Raport | CSKA Sofia | Stade de Suisse Wankdorf, Berno Widzów: 0 Sędzia: Lawrence Visser |
|                            |                                                   |                |            |                                                                   |

| 26 listopada 2020 18:55 CET | CSKA Sofia | 0:1(0:1)Raport | BSC Young Boys · 34' Nsame | Stadion Narodowy im. Wasiła Lewskiego, Sofia Widzów: 0 Sędzia: Fabio Verissimo |
|                             |            |                |                            |                                                                                |

| 26 listopada 2020 21:00 CET | CFR Cluj | 0:2(0:0)Raport | Roma · 49' (sam.) Debeljuh · 67' (k.) Veretout | Stadion im. dr. Constantina Rădulescu, Kluż-Napoka Widzów: 0 Sędzia: Harald Lechner |
|                             |          |                |                                                |                                                                                     |

| 3 grudnia 2020 21:00 CET | Roma · Mayoral 44' · Calafiori 59' · Džeko 81' | 3:1(1:1)Raport | BSC Young Boys · 34' Nsame | Stadio Olimpico, Rzym Widzów: 0 Sędzia: Fran Jović |
|                          |                                                |                |                            |                                                    |

| 3 grudnia 2020 21:00 CET | CFR Cluj | 0:0(0:0)Raport | CSKA Sofia | Stadion im. dr. Constantina Rădulescu, Kluż-Napoka Widzów: 0 Sędzia: Amaury Delerue |
|                          |          |                |            |                                                                                     |

| 10 grudnia 2020 18:55 CET | CSKA Sofia · Rodrigues 5' · Sowe 34', 55' | 3:1(2:1)Raport | Roma · 22' Milanese | Stadion Narodowy im. Wasiła Lewskiego, Sofia Widzów: 0 Sędzia: Irfan Peljto |
|                           |                                           |                |                     |                                                                             |

| 10 grudnia 2020 18:55 CET | BSC Young Boys · Nsame 90+3' (k.) · Gaudino 90+6' | 2:1(0:0)Raport | CFR Cluj · 84' Debeljuh | Stade de Suisse Wankdorf, Berno Widzów: 0 Sędzia: Benoît Bastien |
|                           |                                                   |                |                         |                                                                  |

### Grupa B
| Lp. | Drużyna      | M | Z | R | P | Bramki | Bramki | +/– | Pkt |
| --- | ------------ | - | - | - | - | ------ | ------ | --- | --- |
| 1   | Arsenal (A)  | 6 | 6 | 0 | 0 | 20     | 5      | +15 | 18  |
| 2   | Molde FK (A) | 6 | 3 | 1 | 2 | 9      | 11     | −2  | 10  |
| 3   | Rapid Wiedeń | 6 | 2 | 1 | 3 | 11     | 13     | −2  | 7   |
| 4   | Dundalk F.C. | 6 | 0 | 0 | 6 | 8      | 19     | −11 | 0   |

|              | ARS | RPD | MOL | DUN |
| ------------ | --- | --- | --- | --- |
| Arsenal      | –   | 4:1 | 4:1 | 3:0 |
| Rapid Wiedeń | 1:2 | –   | 2:2 | 4:3 |
| Molde FK     | 0:3 | 1:0 | –   | 3:1 |
| Dundalk F.C. | 2:4 | 1:3 | 1:2 | –   |

| 22 października 2020 18:55 CET | Rapid Wiedeń · Fountas 51' | 1:2(0:0)Raport | Arsenal · 70' Luiz · 74' Aubameyang | Allianz Stadion, Wiedeń Widzów: 3000 Sędzia: Pavel Královec |
|                                |                            |                |                                     |                                                             |

| 22 października 2020 18:55 CET | Dundalk F.C. · Murray 35' | 1:2(1:0)Raport | Molde FK · 62' Hussain · 72' (k.) Omoijuanfo | Tallaght Stadium, Dublin Widzów: 0 Sędzia: Petri Viljanen |
|                                |                           |                |                                              |                                                           |

| 29 października 2020 21:00 CET | Arsenal · Nketiah 42' · Willock 44' · Pépé 46' | 3:0(2:0)Raport | Dundalk F.C. | Emirates Stadium, Londyn Widzów: 0 Sędzia: Filip Glova |
|                                |                                                |                |              |                                                        |

| 29 października 2020 21:00 CET | Molde FK · Omoijuanfo 65' | 1:0(0:0)Raport | Rapid Wiedeń | Aker Stadion, Molde Widzów: 600 Sędzia: Petr Ardeleánu |
|                                |                           |                |              |                                                        |

| 5 listopada 2020 18:55 CET | Rapid Wiedeń · Ljubicic 22' · Arase 79' · Hofmann 87' · Demir 90' | 4:3(1:1)Raport | Dundalk F.C. · 7' Hoban · 82' (k.), 90+6' (k.) McMillan | Allianz Stadion, Wiedeń Widzów: 0 Sędzia: Trustin Farrugia Cann |
|                            |                                                                   |                |                                                         |                                                                 |

| 5 listopada 2020 21:00 CET | Arsenal · Haugen 45+1' (sam.) · Sinyan 62' (sam.) · Pépé 69' · Willock 88' | 4:1(1:1)Raport | Molde FK · 21' Ellingsen | Emirates Stadium, Londyn Widzów: 0 Sędzia: Halil Umut Meler |
|                            |                                                                            |                |                          |                                                             |

| 26 listopada 2020 18:55 CET | Molde FK | 0:3(0:0)Raport | Arsenal · 50' Pépé · 55' Nelson · 83' Balogun | Aker Stadion, Molde Widzów: 600 Sędzia: Irfan Peljto |
|                             |          |                |                                               |                                                      |

| 26 listopada 2020 21:00 CET | Dundalk F.C. · Shields 63' (k.) | 1:3(0:2)Raport | Rapid Wiedeń · 11' Knasmüllner · 37', 58' Kara | Aviva Stadium, Dublin Widzów: 0 Sędzia: Tamás Bognár |
|                             |                                 |                |                                                |                                                      |

| 3 grudnia 2020 21:00 CET | Arsenal · Lacazette 10' · Marí 18' · Nketiah 44' · Smith Rowe 66' | 4:1(3:0)Raport | Rapid Wiedeń · 47' Kitagawa | Emirates Stadium, Londyn Widzów: 2000 Sędzia: Radu Petrescu |
|                          |                                                                   |                |                             |                                                             |

| 3 grudnia 2020 21:00 CET | Molde FK · Wolff Eikrem 30' · Omoijuanfo 41' · Ellingsen 67' | 3:1(2:0)Raport | Dundalk F.C. · 90+4' Flores | Aker Stadion, Molde Widzów: 600 Sędzia: Daniel Siebert |
|                          |                                                              |                |                             |                                                        |

| 10 grudnia 2020 18:55 CET | Dundalk F.C. · Flores 22' · Hoare 85' | 2:4(1:2)Raport | Arsenal · 12' Nketiah · 18' Elneny · 67' Willock · 80' Balogun | Aviva Stadium, Dublin Widzów: 0 Sędzia: Ivan Bebek |
|                           |                                       |                |                                                                |                                                    |

| 10 grudnia 2020 18:55 CET | Rapid Wiedeń · Ritzmaier 43' · İbrahimoğlu 90' | 2:2(1:1)Raport | Molde FK · 12', 46' Wolff Eikrem | Allianz Stadion, Wiedeń Widzów: 0 Sędzia: Marco Guida |
|                           |                                                |                |                                  |                                                       |

### Grupa C
| Lp. | Drużyna              | M | Z | R | P | Bramki | Bramki | +/– | Pkt |
| --- | -------------------- | - | - | - | - | ------ | ------ | --- | --- |
| 1   | Bayer Leverkusen (A) | 6 | 5 | 0 | 1 | 21     | 8      | +13 | 15  |
| 2   | Slavia Praga (A)     | 6 | 4 | 0 | 2 | 11     | 10     | +1  | 12  |
| 3   | Hapoel Beer Szewa    | 6 | 2 | 0 | 4 | 7      | 13     | −6  | 6   |
| 4   | OGC Nice             | 6 | 1 | 0 | 5 | 8      | 16     | −8  | 3   |

|                   | LEV | SLA | HBS | NIC |
| ----------------- | --- | --- | --- | --- |
| Bayer Leverkusen  | –   | 4:0 | 4:1 | 6:2 |
| Slavia Praga      | 1:0 | –   | 3:0 | 3:2 |
| Hapoel Beer Szewa | 2:4 | 3:1 | –   | 1:0 |
| OGC Nice          | 2:3 | 1:3 | 1:0 | –   |

| 22 października 2020 18:55 CET | Bayer Leverkusen · Amiri 11' · Alario 16' · Diaby 61' · Bellarabi 79', 83' · Wirtz 87' | 6:2(2:1)Raport | OGC Nice · 31' Gouiri · 90' Maurice | BayArena, Leverkusen Widzów: 0 Sędzia: Fran Jović |
|                                |                                                                                        |                |                                     |                                                   |

| 22 października 2020 18:55 CET | Hapoel Beer Szewa · Agudelo 45' · Acolatse 86', 88' | 3:1(1:0)Raport | Slavia Praga · 75' Provod | Stadion ha-Moszawa, Petach Tikwa Widzów: 40 Sędzia: Lawrence Visser |
|                                |                                                     |                |                           |                                                                     |

| 29 października 2020 21:00 CET | Slavia Praga · Olayinka 80' | 1:0(0:0)Raport | Bayer Leverkusen | Synot Tip Aréna, Praga Widzów: 0 Sędzia: William Collum |
|                                |                             |                |                  |                                                         |

| 29 października 2020 21:00 CET | OGC Nice · Gouiri 23' | 1:0(1:0)Raport | Hapoel Beer Szewa | Allianz Riviera, Nicea Widzów: 0 Sędzia: Chris Kavanagh |
|                                |                       |                |                   |                                                         |

| 5 listopada 2020 18:55 CET | Hapoel Beer Szewa · Acolatse 11', 25' | 2:4(2:2)Raport | Bayer Leverkusen · 5', 75' Bailey · 39' (sam.) Dadia · 88' Wirtz | Stadion ha-Moszawa, Petach Tikwa Widzów: 0 Sędzia: Radu Petrescu |
|                            |                                       |                |                                                                  |                                                                  |

| 5 listopada 2020 18:55 CET | Slavia Praga · Kuchta 16', 71' · Sima 43' | 3:2(2:1)Raport | OGC Nice · 33' Gouiri · 90+3' Ndoye | Synot Tip Aréna, Praga Widzów: 0 Sędzia: Jakob Kehlet |
|                            |                                           |                |                                     |                                                       |

| 26 listopada 2020 21:00 CET | Bayer Leverkusen · Schick 29' · Bailey 48' · Demirbay 76' · Alario 80' | 4:1(1:0)Raport | Hapoel Beer Szewa · 58' Shviro | BayArena, Leverkusen Widzów: 0 Sędzia: Paweł Gil |
|                             |                                                                        |                |                                |                                                  |

| 26 listopada 2020 21:00 CET | OGC Nice · Gouiri 61' | 1:3(0:1)Raport | Slavia Praga · 15' Lingr · 64' Olayinka · 75' Sima | Allianz Riviera, Nicea Widzów: 0 Sędzia: Glenn Nyberg |
|                             |                       |                |                                                    |                                                       |

| 3 grudnia 2020 21:00 CET | OGC Nice · Kamara 26' · Ndoye 47' | 2:3(1:2)Raport | Bayer Leverkusen · 22' Diaby · 32' Dragović · 51' Baumgartlinger | Allianz Riviera, Nicea Widzów: 0 Sędzia: Maurizio Mariani |
|                          |                                   |                |                                                                  |                                                           |

| 3 grudnia 2020 21:00 CET | Slavia Praga · Sima 31' · Stanciu 36' · Twito 85' (sam.) | 3:0(2:0)Raport | Hapoel Beer Szewa | Synot Tip Aréna, Praga Widzów: 600 Sędzia: Tamás Bognar |
|                          |                                                          |                |                   |                                                         |

| 10 grudnia 2020 18:55 CET | Bayer Leverkusen · Bailey 8', 32' · Diaby 59' · Bellarabi 90+1' | 4:0(2:0)Raport | Slavia Praga | BayArena, Leverkusen Widzów: 0 Sędzia: Anastasios Sidiropulos |
|                           |                                                                 |                |              |                                                               |

| 10 grudnia 2020 18:55 CET | Hapoel Beer Szewa · Hatuel 72' | 1:0(0:0)Raport | OGC Nice | Stadion ha-Moszawa, Petach Tikwa Widzów: 0 Sędzia: Kristo Tohver |
|                           |                                |                |          |                                                                  |

### Grupa D
| Lp. | Drużyna        | M | Z | R | P | Bramki | Bramki | +/– | Pkt |
| --- | -------------- | - | - | - | - | ------ | ------ | --- | --- |
| 1   | Rangers (A)    | 6 | 4 | 2 | 0 | 13     | 7      | +6  | 14  |
| 2   | SL Benfica (A) | 6 | 3 | 3 | 0 | 18     | 9      | +9  | 12  |
| 3   | Standard Liège | 6 | 1 | 1 | 4 | 7      | 14     | −7  | 4   |
| 4   | Lech Poznań    | 6 | 1 | 0 | 5 | 6      | 14     | −8  | 3   |

|                | BEN | STL | RAN | LPO |
| -------------- | --- | --- | --- | --- |
| SL Benfica     | –   | 3:0 | 3:3 | 4:0 |
| Standard Liège | 2:2 | –   | 0:2 | 2:1 |
| Rangers        | 2:2 | 3:2 | –   | 1:0 |
| Lech Poznań    | 2:4 | 3:1 | 0:2 | –   |

| 22 października 2020 18:55 CET | Lech Poznań · Ishak 15', 48' | 2:4(1:2)Raport | SL Benfica · 9' (k.) Pizzi · 42', 60', 90+3' Núñez | Stadion Miejski, Poznań Widzów: 0 Sędzia: Nikola Dabanović |
|                                |                              |                |                                                    |                                                            |

| 22 października 2020 18:55 CET | Standard Liège | 0:2(0:1)Raport | Rangers · 19' (k.) Tavernier · 90+3' Roofe | Stade Maurice Dufrasne, Liège Widzów: 3139 Sędzia: Jakob Kehlet |
|                                |                |                |                                            |                                                                 |

| 29 października 2020 21:00 CET | SL Benfica · Pizzi 49' (k.), 76' · Waldschmidt 66' (k.) | 3:0(0:0)Raport | Standard Liège | Estádio da Luz, Lizbona Widzów: 4750 Sędzia: François Letexier |
|                                |                                                         |                |                |                                                                |

| 29 października 2020 21:00 CET | Rangers · Morelos 68' | 1:0(0:0)Raport | Lech Poznań | Ibrox Stadium, Glasgow Widzów: 11 Sędzia: Kristo Tohver |
|                                |                       |                |             |                                                         |

| 5 listopada 2020 18:55 CET | SL Benfica · Goldson 2' (sam.) · Silva 77' · Núñez 90+1' | 3:3(1:2)Raport | Rangers · 24' (sam.) Gonçalves · 25' Kamara · 51' Morelos | Estádio da Luz, Lizbona Widzów: 0 Sędzia: Jesús Gil Manzano |
|                            |                                                          |                |                                                           |                                                             |

| 5 listopada 2020 18:55 CET | Lech Poznań · Skóraś 14' · Ishak 22', 48' | 3:1(2:1)Raport | Standard Liège · 29' Lestienne | Stadion Miejski, Poznań Widzów: 0 Sędzia: Manuel Schuettengruber |
|                            |                                           |                |                                |                                                                  |

| 26 listopada 2020 21:00 CET | Rangers · Arfield 7' · Roofe 69' | 2:2(1:0)Raport | SL Benfica · 78' (sam.) Tavernier · 81' Pizzi | Ibrox Stadium, Glasgow Widzów: 0 Sędzia: Radu Petrescu |
|                             |                                  |                |                                               |                                                        |

| 26 listopada 2020 21:00 CET | Standard Liège · Tapsoba 63' · Laifis 90+4' | 2:1(0:0)Raport | Lech Poznań · 61' Ishak | Stade Maurice Dufrasne, Liège Widzów: 0 Sędzia: Petr Ardeleánu |
|                             |                                             |                |                         |                                                                |

| 3 grudnia 2020 21:00 CET | SL Benfica · Vertonghen 36' · Núñez 57' · Pizzi 58' · Weigl 89' | 4:0(1:0)Raport | Lech Poznań | Estádio da Luz, Lizbona Widzów: 0 Sędzia: Srđan Jovanović |
|                          |                                                                 |                |             |                                                           |

| 3 grudnia 2020 21:00 CET | Rangers · Goldson 39' · Tavernier 45+1' (k.) · Arfield 63' | 3:2(2:2)Raport | Standard Liège · 6' Lestienne · 41' Čop | Ibrox Stadium, Glasgow Widzów: 0 Sędzia: Bojan Pandžić |
|                          |                                                            |                |                                         |                                                        |

| 10 grudnia 2020 18:55 CET | Standard Liège · Raskin 12' · Tapsoba 60' | 2:2(1:1)Raport | SL Benfica · 16' Everton · 67' (k.) Pizzi | Stade Maurice Dufrasne, Liège Widzów: 0 Sędzia: Aleksei Kulbakov |
|                           |                                           |                |                                           |                                                                  |

| 10 grudnia 2020 18:55 CET | Lech Poznań | 0:2(0:1)Raport | Rangers · 31' Itten · 72' Hagi | Stadion Miejski, Poznań Widzów: 0 Sędzia: José Sánchez Martínez |
|                           |             |                |                                |                                                                 |

### Grupa E
| Lp. | Drużyna           | M | Z | R | P | Bramki | Bramki | +/– | Pkt |
| --- | ----------------- | - | - | - | - | ------ | ------ | --- | --- |
| 1   | PSV Eindhoven (A) | 6 | 4 | 0 | 2 | 12     | 9      | +3  | 12  |
| 2   | Granada CF (A)    | 6 | 3 | 2 | 1 | 6      | 3      | +3  | 11  |
| 3   | PAOK FC           | 6 | 1 | 3 | 2 | 8      | 7      | +1  | 6   |
| 4   | Omonia Nikozja    | 6 | 1 | 1 | 4 | 5      | 12     | −7  | 4   |

|                | PSV | PAS | GRA | OMN |
| -------------- | --- | --- | --- | --- |
| PSV Eindhoven  | –   | 3:2 | 1:2 | 4:0 |
| PAOK FC        | 4:1 | –   | 0:0 | 1:1 |
| Granada CF     | 0:1 | 0:0 | –   | 2:1 |
| Omonia Nikozja | 1:2 | 2:1 | 0:2 | –   |

| 22 października 2020 18:55 CET | PSV Eindhoven · Götze 45+1' | 1:2(1:0)Raport | Granada CF · 57' Molina · 66' Machís | Philips Stadion, Eindhoven Widzów: 0 Sędzia: Felix Zwayer |
|                                |                             |                |                                      |                                                           |

| 22 października 2020 18:55 CET | PAOK FC · Murg 56' | 1:1(0:1)Raport | Omonia Nikozja · 16' Bauthéac | Stadion Tumba, Saloniki Widzów: 0 Sędzia: Bobby Madden |
|                                |                    |                |                               |                                                        |

| 29 października 2020 21:00 CET | Omonia Nikozja · Gómez 29' | 1:2(1:1)Raport | PSV Eindhoven · 40', 90+2' Malen | Stadion GSP, Nikozja Widzów: 0 Sędzia: Donatas Rumšas |
|                                |                            |                |                                  |                                                       |

| 29 października 2020 21:00 CET | Granada CF | 0:0(0:0)Raport | PAOK FC | Estadio Nuevo Los Cármenes, Grenada Widzów: 0 Sędzia: Tiago Martins |
|                                |            |                |         |                                                                     |

| 5 listopada 2020 18:55 CET | PAOK FC · Schwab 47' · Živković 56', 66' · Tzolis 58' | 4:1(0:1)Raport | PSV Eindhoven · 21' (k.) Zahawi | Stadion Tumba, Saloniki Widzów: 0 Sędzia: Daniel Stefański |
|                            |                                                       |                |                                 |                                                            |

| 5 listopada 2020 18:55 CET | Omonia Nikozja | 0:2(0:1)Raport | Granada CF · 4' Herrera · 63' Suárez | Stadion GSP, Nikozja Widzów: 0 Sędzia: Ivan Bebek |
|                            |                |                |                                      |                                                   |

| 26 listopada 2020 21:00 CET | PSV Eindhoven · Gakpo 20' · Madueke 51' · Malen 53' | 3:2(1:2)Raport | PAOK FC · 4' Varela · 13' Tzolis | Philips Stadion, Eindhoven Widzów: 0 Sędzia: Andris Treimanis |
|                             |                                                     |                |                                  |                                                               |

| 26 listopada 2020 21:00 CET | Granada CF · Suárez 8' · Soro 73' | 2:1(1:0)Raport | Omonia Nikozja · 60' Asante | Estadio Nuevo Los Cármenes, Grenada Widzów: 0 Sędzia: Stéphanie Frappart |
|                             |                                   |                |                             |                                                                          |

| 3 grudnia 2020 21:00 CET | Granada CF | 0:1(0:1)Raport | PSV Eindhoven · 38' Malen | Estadio Nuevo Los Cármenes, Grenada Widzów: 0 Sędzia: Roi Reinshreiber |
|                          |            |                |                           |                                                                        |

| 3 grudnia 2020 21:00 CET | Omonia Nikozja · Kakoullis 9' · Gómez 84' (k.) | 2:1(1:1)Raport | PAOK FC · 39' Tzolis | Stadion GSP, Nikozja Widzów: 0 Sędzia: Craig Pawson |
|                          |                                                |                |                      |                                                     |

| 10 grudnia 2020 18:55 CET | PSV Eindhoven · Malen 35' · Dumfries 63' (k.) · Piroe 90+1', 90+3' | 4:0(1:0)Raport | Omonia Nikozja | Philips Stadion, Eindhoven Widzów: 0 Sędzia: Kevin Clancy |
|                           |                                                                    |                |                |                                                           |

| 10 grudnia 2020 18:55 CET | PAOK FC | 0:0(0:0)Raport | Granada CF | Stadion Tumba, Saloniki Widzów: 0 Sędzia: John Beaton |
|                           |         |                |            |                                                       |

### Grupa F
| Lp. | Drużyna           | M | Z | R | P | Bramki | Bramki | +/– | Pkt |
| --- | ----------------- | - | - | - | - | ------ | ------ | --- | --- |
| 1   | Napoli (A)        | 6 | 3 | 2 | 1 | 7      | 4      | +3  | 11  |
| 2   | Real Sociedad (A) | 6 | 2 | 3 | 1 | 5      | 4      | +1  | 9   |
| 3   | AZ Alkmaar        | 6 | 2 | 2 | 2 | 7      | 5      | +2  | 8   |
| 4   | HNK Rijeka        | 6 | 1 | 1 | 4 | 6      | 12     | −6  | 4   |

|               | NAP | RSO | AZ  | RIJ |
| ------------- | --- | --- | --- | --- |
| Napoli        | –   | 1:1 | 0:1 | 2:0 |
| Real Sociedad | 0:1 | –   | 1:0 | 2:2 |
| AZ Alkmaar    | 1:1 | 0:0 | –   | 4:1 |
| HNK Rijeka    | 1:2 | 0:1 | 2:1 | –   |

| 22 października 2020 18:55 CET | Napoli | 0:1(0:0)Raport | AZ Alkmaar · 57' De Wit | Stadio San Paolo, Neapol Widzów: 494 Sędzia: Daniel Stefański |
|                                |        |                |                         |                                                               |

| 22 października 2020 18:55 CET | HNK Rijeka | 0:1(0:0)Raport | Real Sociedad · 90+3' Bautista | Stadion Rujevica, Rijeka Widzów: 2089 Sędzia: Bartosz Frankowski |
|                                |            |                |                                |                                                                  |

| 29 października 2020 21:00 CET | Real Sociedad | 0:1(0:0)Raport | Napoli · 56' Politano | Estadio Anoeta, San Sebastián Widzów: 0 Sędzia: Craig Pawson |
|                                |               |                |                       |                                                              |

| 29 października 2020 21:00 CET | AZ Alkmaar · Koopmeiners 6' (k.) · Guðmundsson 20', 60' · Karlsson 51' | 4:1(2:0)Raport | HNK Rijeka · 72' Kulenović | AFAS Stadion, Alkmaar Widzów: 0 Sędzia: Sergei Ivanov |
|                                |                                                                        |                |                            |                                                       |

| 5 listopada 2020 18:55 CET | HNK Rijeka · Murić 13' | 1:2(1:1)Raport | Napoli · 43' Demme · 62' (sam.) Braut | Stadion Rujevica, Rijeka Widzów: 0 Sędzia: Mattias Gestranius |
|                            |                        |                |                                       |                                                               |

| 5 listopada 2020 18:55 CET | Real Sociedad · Portugués 58' | 1:0(0:0)Raport | AZ Alkmaar | Estadio Anoeta, San Sebastián Widzów: 0 Sędzia: John Beaton |
|                            |                               |                |            |                                                             |

| 26 listopada 2020 21:00 CET | Napoli · Anastasio 41' (sam.) · Lozano 75' | 2:0(1:0)Raport | HNK Rijeka | Stadio San Paolo, Neapol Widzów: 0 Sędzia: Halis Özkahya |
|                             |                                            |                |            |                                                          |

| 26 listopada 2020 21:00 CET | AZ Alkmaar | 0:0(0:0)Raport | Real Sociedad | AFAS Stadion, Alkmaar Widzów: 0 Sędzia: Aleksandar Stavrev |
|                             |            |                |               |                                                            |

| 3 grudnia 2020 21:00 CET | AZ Alkmaar · Martins Indi 54' | 1:1(0:1)Raport | Napoli · 6' Mertens | AFAS Stadion, Alkmaar Widzów: 0 Sędzia: Ruddy Buquet |
|                          |                               |                |                     |                                                      |

| 3 grudnia 2020 21:00 CET | Real Sociedad · Bautista 69' · Monreal 79' | 2:2(0:1)Raport | HNK Rijeka · 38' Velkovski · 73' Lončar | Estadio Anoeta, San Sebastián Widzów: 0 Sędzia: João Pinheiro |
|                          |                                            |                |                                         |                                                               |

| 10 grudnia 2020 18:55 CET | Napoli · Zieliński 35' | 1:1(1:0)Raport | Real Sociedad · 90+2' José | Stadio San Paolo, Neapol Widzów: 0 Sędzia: Orel Grinfeeld |
|                           |                        |                |                            |                                                           |

| 10 grudnia 2020 18:55 CET | HNK Rijeka · Menalo 52' · Tomečak 90+3' | 2:1(0:0)Raport | AZ Alkmaar · 57' Wijndal | Stadion Rujevica, Rijeka Widzów: 0 Sędzia: Siergiej Karasiow |
|                           |                                         |                |                          |                                                              |

### Grupa G
| Lp. | Drużyna            | M | Z | R | P | Bramki | Bramki | +/– | Pkt |
| --- | ------------------ | - | - | - | - | ------ | ------ | --- | --- |
| 1   | Leicester City (A) | 6 | 4 | 1 | 1 | 14     | 5      | +9  | 13  |
| 2   | SC Braga (A)       | 6 | 4 | 1 | 1 | 14     | 10     | +4  | 13  |
| 3   | Zoria Ługańsk      | 6 | 2 | 0 | 4 | 6      | 11     | −5  | 6   |
| 4   | AEK Ateny          | 6 | 1 | 0 | 5 | 7      | 15     | −8  | 3   |

|                | BRA | LEI | AEK | ZOR |
| -------------- | --- | --- | --- | --- |
| SC Braga       | –   | 3:3 | 3:0 | 2:0 |
| Leicester City | 4:0 | –   | 2:0 | 3:0 |
| AEK Ateny      | 2:4 | 1:2 | –   | 0:3 |
| Zoria Ługańsk  | 1:2 | 1:0 | 1:4 | –   |

| 22 października 2020 21:00 CET | SC Braga · Galeno 44' · Paulinho 78' · R. Horta 88' | 3:0(1:0)Raport | AEK Ateny | Estádio Municipal, Braga Widzów: 2196 Sędzia: Ruddy Buquet |
|                                |                                                     |                |           |                                                            |

| 22 października 2020 21:00 CET | Leicester City · Maddison 29' · Barnes 45' · Iheanacho 67' | 3:0(2:0)Raport | Zoria Ługańsk | King Power Stadium, Leicester Widzów: 0 Sędzia: Stéphanie Frappart |
|                                |                                                            |                |               |                                                                    |

| 29 października 2020 18:55 CET | Zoria Ługańsk · Iwanisenia 90+6' | 1:2(0:2)Raport | SC Braga · 4' Paulinho · 11' Gaitán | Sławutycz Arena, Zaporoże Widzów: 853 Sędzia: Giorgi Kruashvili |
|                                |                                  |                |                                     |                                                                 |

| 29 października 2020 18:55 CET | AEK Ateny · Tanković 49' | 1:2(0:2)Raport | Leicester City · 18' (k.) Vardy · 39' Choudhury | Stadion Olimpijski, Ateny Widzów: 0 Sędzia: Harald Lechner |
|                                |                          |                |                                                 |                                                            |

| 5 listopada 2020 21:00 CET | Leicester City · Iheanacho 21', 48' · Praet 67' · Maddison 78' | 4:0(1:0)Raport | SC Braga | King Power Stadium, Leicester Widzów: 0 Sędzia: Bas Nijhuis |
|                            |                                                                |                |          |                                                             |

| 5 listopada 2020 21:00 CET | Zoria Ługańsk · Koczerhin 81' | 1:4(0:2)Raport | AEK Ateny · 7' Tanković · 34' Mandalos · 54', 81' Livaja | Sławutycz Arena, Zaporoże Widzów: 0 Sędzia: William Collum |
|                            |                               |                |                                                          |                                                            |

| 26 listopada 2020 18:55 CET | SC Braga · Elmusrati 4' · Paulinho 24' · Fransérgio 90+1' | 3:3(2:1)Raport | Leicester City · 9' Barnes · 79' Thomas · 90+5' Vardy | Estádio Municipal, Braga Widzów: 0 Sędzia: Daniele Orsato |
|                             |                                                           |                |                                                       |                                                           |

| 26 listopada 2020 18:55 CET | AEK Ateny | 0:3(0:0)Raport | Zoria Ługańsk · 61' Hromow · 76' Kabajew · 86' (k.) Jurczenko | Stadion Olimpijski, Ateny Widzów: 0 Sędzia: Aliyar Aghayev |
|                             |           |                |                                                               |                                                            |

| 3 grudnia 2020 18:55 CET | AEK Ateny · Oliveira 31' · Wasilandonopulos 89' | 2:4(1:3)Raport | SC Braga · 8' Tormena · 10' Esgaio · 45' R. Horta · 83' Galeno | Stadion Olimpijski, Ateny Widzów: 0 Sędzia: Georgi Kabakow |
|                          |                                                 |                |                                                                |                                                            |

| 3 grudnia 2020 18:55 CET | Zoria Ługańsk · Sayyadmanesh 84' | 1:0(0:0)Raport | Leicester City | Sławutycz Arena, Zaporoże Widzów: 0 Sędzia: Espen Eskås |
|                          |                                  |                |                |                                                         |

| 10 grudnia 2020 21:00 CET | SC Braga · Abu Hanna 61' (sam.) · R. Horta 68' | 2:0(0:0)Raport | Zoria Ługańsk | Estádio Municipal, Braga Widzów: 0 Sędzia: Daniel Stefański |
|                           |                                                |                |               |                                                             |

| 10 grudnia 2020 21:00 CET | Leicester City · Ünder 12' · Barnes 14' | 2:0(2:0)Raport | AEK Ateny | King Power Stadium, Leicester Widzów: 0 Sędzia: Lawrence Visser |
|                           |                                         |                |           |                                                                 |

### Grupa H
| Lp. | Drużyna       | M | Z | R | P | Bramki | Bramki | +/– | Pkt |
| --- | ------------- | - | - | - | - | ------ | ------ | --- | --- |
| 1   | Milan (A)     | 6 | 4 | 1 | 1 | 12     | 7      | +5  | 13  |
| 2   | Lille OSC (A) | 6 | 3 | 2 | 1 | 14     | 8      | +6  | 11  |
| 3   | Sparta Praga  | 6 | 2 | 0 | 4 | 10     | 12     | −2  | 6   |
| 4   | Celtic        | 6 | 1 | 1 | 4 | 10     | 19     | −9  | 4   |

|              | CEL | SPA | MIL | LIL |
| ------------ | --- | --- | --- | --- |
| Celtic       | –   | 1:4 | 1:3 | 3:2 |
| Sparta Praga | 4:1 | –   | 0:1 | 1:4 |
| Milan        | 4:2 | 3:0 | –   | 0:3 |
| Lille OSC    | 2:2 | 2:1 | 1:1 | –   |

| 22 października 2020 21:00 CET | Celtic · Elyounoussi 76' | 1:3(0:2)Raport | Milan · 14' Krunić · 42' Díaz · 90+2' Hauge | Celtic Park, Glasgow Widzów: 316 Sędzia: Matej Jug |
|                                |                          |                |                                             |                                                    |

| 22 października 2020 21:00 CET | Sparta Praga · Dočkal 47' | 1:4(0:1)Raport | Lille OSC · 45+1', 60', 75' Yazıcı · 66' Ikoné | Generali Arena, Praga Widzów: 0 Sędzia: Duje Strukan |
|                                |                           |                |                                                |                                                      |

| 29 października 2020 18:55 CET | Lille OSC · Çelik 67' · Ikoné 75' | 2:2(0:2)Raport | Celtic · 28', 33' Elyounoussi | Stade Pierre-Mauroy, Villeneuve-d’Ascq Widzów: 0 Sędzia: Ałeksandar Stawrew |
|                                |                                   |                |                               |                                                                             |

| 29 października 2020 18:55 CET | Milan · Díaz 24' · Leão 57' · Dalot 67' | 3:0(1:0)Raport | Sparta Praga | San Siro, Mediolan Widzów: 0 Sędzia: Halis Özkahya |
|                                |                                         |                |              |                                                    |

| 5 listopada 2020 21:00 CET | Celtic · Griffiths 65' | 1:4(0:2)Raport | Sparta Praga · 26', 45', 77' Juliš · 90' Krejčí | Celtic Park, Glasgow Widzów: 397 Sędzia: István Kovács |
|                            |                        |                |                                                 |                                                        |

| 5 listopada 2020 21:00 CET | Milan | 0:3(0:1)Raport | Lille OSC · 22' (k.), 55', 58' Yazıcı | San Siro, Mediolan Widzów: 0 Sędzia: Bartosz Frankowski |
|                            |       |                |                                       |                                                         |

| 26 listopada 2020 18:55 CET | Sparta Praga · Hancko 26' · Juliš 38', 80' · Plavšić 90+4' | 4:1(2:1)Raport | Celtic · 15' Édouard | Generali Arena, Praga Widzów: 0 Sędzia: Tobias Stieler |
|                             |                                                            |                |                      |                                                        |

| 26 listopada 2020 18:55 CET | Lille OSC · Bamba 65' | 1:1(0:0)Raport | Milan · 46' Castillejo | Stade Pierre-Mauroy, Villeneuve-d’Ascq Widzów: 0 Sędzia: Craig Pawson |
|                             |                       |                |                        |                                                                       |

| 3 grudnia 2020 18:55 CET | Milan · Çalhanoğlu 24' · Castillejo 26' · Hauge 50' · Díaz 82' | 4:2(2:2)Raport | Celtic · 7' Rogic · 14' Édouard | San Siro, Mediolan Widzów: 0 Sędzia: Ricardo de Burgos Bengoetxea |
|                          |                                                                |                |                                 |                                                                   |

| 3 grudnia 2020 18:55 CET | Lille OSC · Yılmaz 80', 84' | 2:1(0:0)Raport | Sparta Praga · 71' Krejčí | Stade Pierre-Mauroy, Villeneuve-d’Ascq Widzów: 0 Sędzia: Xavier Estrada Fernández |
|                          |                             |                |                           |                                                                                   |

| 10 grudnia 2020 21:00 CET | Celtic · Jullien 22' · McGregor 28' (k.) · Turnbull 75' | 3:2(2:1)Raport | Lille OSC · 24' Ikoné · 71' Weah | Celtic Park, Glasgow Widzów: 300 Sędzia: Fabio Verissimo |
|                           |                                                         |                |                                  |                                                          |

| 10 grudnia 2020 21:00 CET | Sparta Praga | 0:1(0:1)Raport | Milan · 23' Hauge | Generali Arena, Praga Widzów: 0 Sędzia: Daniel Siebert |
|                           |              |                |                   |                                                        |

### Grupa I
| Lp. | Drużyna              | M | Z | R | P | Bramki | Bramki | +/– | Pkt |
| --- | -------------------- | - | - | - | - | ------ | ------ | --- | --- |
| 1   | Villarreal CF (A)    | 6 | 5 | 1 | 0 | 17     | 5      | +12 | 16  |
| 2   | Maccabi Tel Awiw (A) | 6 | 3 | 2 | 1 | 6      | 7      | −1  | 11  |
| 3   | Sivasspor            | 6 | 2 | 0 | 4 | 9      | 11     | −2  | 6   |
| 4   | Qarabağ FK           | 6 | 0 | 1 | 5 | 4      | 13     | −9  | 1   |

|                  | VIL | QAA | MTA | SIV |
| ---------------- | --- | --- | --- | --- |
| Villarreal CF    | –   | 3:0 | 4:0 | 5:3 |
| Qarabağ FK       | 1:3 | –   | 1:1 | 2:3 |
| Maccabi Tel Awiw | 1:1 | 1:0 | –   | 1:0 |
| Sivasspor        | 0:1 | 2:0 | 1:2 | –   |

| 22 października 2020 21:00 CET | Villarreal CF · Kubo 13' · Bacca 20' · Foyth 57' · Alcácer 74', 78' | 5:3(2:2)Raport | Sivasspor · 33' Kayode · 43' Yatabaré · 64' Gradel | Estadio de la Cerámica, Vila-real Widzów: 0 Sędzia: Paweł Raczkowski |
|                                |                                                                     |                |                                                    |                                                                      |

| 22 października 2020 21:00 CET | Maccabi Tel Awiw · Cohen 10' | 1:0(1:0)Raport | Qarabağ FK | Stadion Bloomfield, Tel Awiw-Jafa Widzów: 0 Sędzia: John Beaton |
|                                |                              |                |            |                                                                 |

| 29 października 2020 18:55 CET | Qarabağ FK · Owusu 78' | 1:3(0:0)Raport | Villarreal CF · 80' Pino · 84', 90+5' (k.) Alcácer | Başakşehir Fatih Terim Stadyumu, Stambuł Widzów: 0 Sędzia: Pavel Orel |
|                                |                        |                |                                                    |                                                                       |

| 29 października 2020 18:55 CET | Sivasspor · Kayode 55' | 1:2(0:0)Raport | Maccabi Tel Awiw · 69' (k.) Biton · 74' Peretz | Sivas Arena, Sivas Widzów: 348 Sędzia: Irfan Peljto |
|                                |                        |                |                                                |                                                     |

| 5 listopada 2020 18:55 CET | Sivasspor · Osmanpaşa 11' · Kayode 88' | 2:0(1:0)Raport | Qarabağ FK | Sivas Arena, Sivas Widzów: 296 Sędzia: Sandro Schärer |
|                            |                                        |                |            |                                                       |

| 5 listopada 2020 22:10 CET | Villarreal CF · Bacca 4', 52' · Baena 71' · Niño 81' | 4:0(1:0)Raport | Maccabi Tel Awiw | Estadio de la Cerámica, Vila-real Widzów: 0 Sędzia: Nikola Dabanović |
|                            |                                                      |                |                  |                                                                      |

| 26 listopada 2020 18:55 CET | Maccabi Tel Awiw · Pešić 47' | 1:1(0:1)Raport | Villarreal CF · 45' Baena | Stadion Bloomfield, Tel Awiw-Jafa Widzów: 0 Sędzia: Tiago Martins |
|                             |                              |                |                           |                                                                   |

| 26 listopada 2020 18:55 CET | Qarabağ FK · Zoubir 8' · Matić 51' | 2:3(1:1)Raport | Sivasspor · 40' (k.), 79' Koné · 58' Kayode | Başakşehir Fatih Terim Stadyumu, Stambuł Widzów: 0 Sędzia: Jakob Kehlet |
|                             |                                    |                |                                             |                                                                         |

| 3 grudnia 2020 18:55 CET | Sivasspor | 0:1(0:0)Raport | Villarreal CF · 75' Chukwueze | Sivas Arena, Sivas Widzów: 0 Sędzia: Duje Strukan |
|                          |           |                |                               |                                                   |

| 3 grudnia 2020 18:55 CET | Qarabağ FK · Romero 37' | 1:1(1:1)Raport | Maccabi Tel Awiw · 22' (k.) Cohen | Başakşehir Fatih Terim Stadyumu, Stambuł Widzów: 0 Sędzia: Robert Hennessy |
|                          |                         |                |                                   |                                                                            |

| 10 grudnia 2020 21:00 CET | Villarreal CF | 3:0 wo.Raport | Qarabağ FK | Estadio de la Cerámica, Vila-real Sędzia: Mykola Balakin |
|                           |               |               |            |                                                          |

| 10 grudnia 2020 21:00 CET | Maccabi Tel Awiw · Saborit 67' | 1:0(0:0)Raport | Sivasspor | Stadion Bloomfield, Tel Awiw-Jafa Widzów: 0 Sędzia: Andris Treimanis |
|                           |                                |                |           |                                                                      |

### Grupa J
| Lp. | Drużyna               | M | Z | R | P | Bramki | Bramki | +/– | Pkt |
| --- | --------------------- | - | - | - | - | ------ | ------ | --- | --- |
| 1   | Tottenham Hotspur (A) | 6 | 4 | 1 | 1 | 15     | 5      | +10 | 13  |
| 2   | Royal Antwerp (A)     | 6 | 4 | 0 | 2 | 8      | 5      | +3  | 12  |
| 3   | LASK Linz             | 6 | 3 | 1 | 2 | 11     | 12     | −1  | 10  |
| 4   | Łudogorec Razgrad     | 6 | 0 | 0 | 6 | 7      | 19     | −12 | 0   |

|                   | TOT | RAZ | LIN | GBA |
| ----------------- | --- | --- | --- | --- |
| Tottenham Hotspur | –   | 4:0 | 3:0 | 2:0 |
| Łudogorec Razgrad | 1:3 | –   | 1:3 | 1:2 |
| LASK Linz         | 3:3 | 4:3 | –   | 0:2 |
| Royal Antwerp     | 1:0 | 3:1 | 0:1 | –   |

| 22 października 2020 21:00 CET | Tottenham Hotspur · Moura 18' · Andrade 27' (sam.) · Son 84' | 3:0(2:0)Raport | LASK Linz | Tottenham Hotspur Stadium, Londyn Widzów: 0 Sędzia: Mohammed Al-Hakim |
|                                |                                                              |                |           |                                                                       |

| 22 października 2020 21:00 CET | Łudogorec Razgrad · Marín 46' | 1:2(0:0)Raport | Royal Antwerp · 63' Gerkens · 70' Refaelow | Łudogorec Arena, Razgrad Widzów: 2321 Sędzia: Roi Reinshreiber |
|                                |                               |                |                                            |                                                                |

| 29 października 2020 18:55 CET | Royal Antwerp · Refaelow 29' | 1:0(1:0)Raport | Tottenham Hotspur | Bosuilstadion, Antwerpia Widzów: 0 Sędzia: Maurizio Mariani |
|                                |                              |                |                   |                                                             |

| 29 października 2020 18:55 CET | LASK Linz · Balić 2' · Gruber 12' · Raguž 35' · Verdon 56' (sam.) | 4:3(3:1)Raport | Łudogorec Razgrad · 15', 67', 74' (k.) Manu | Linzer Stadion, Linz Widzów: 1487 Sędzia: Xavier Estrada Fernández |
|                                |                                                                   |                |                                             |                                                                    |

| 5 listopada 2020 18:55 CET | Łudogorec Razgrad · Keșerü 50' | 1:3(0:2)Raport | Tottenham Hotspur · 13' Kane · 33' Moura · 62' Lo Celso | Łudogorec Arena, Razgrad Widzów: 0 Sędzia: Fran Jović |
|                            |                                |                |                                                         |                                                       |

| 5 listopada 2020 21:00 CET | Royal Antwerp | 0:1(0:0)Raport | LASK Linz · 55' Eggestein | Bosuilstadion, Antwerpia Widzów: 0 Sędzia: Jewhenij Aranowski |
|                            |               |                |                           |                                                               |

| 26 listopada 2020 18:55 CET | LASK Linz | 0:2(0:0)Raport | Royal Antwerp · 53' Refaelow · 83' Gerkens | Linzer Stadion, Linz Widzów: 0 Sędzia: Donatas Rumšas |
|                             |           |                |                                            |                                                       |

| 26 listopada 2020 21:00 CET | Tottenham Hotspur · Vinícius 16', 34' · Winks 63' · Moura 73' | 4:0(2:0)Raport | Łudogorec Razgrad | Tottenham Hotspur Stadium, Londyn Widzów: 0 Sędzia: Giorgi Kruashvili |
|                             |                                                               |                |                   |                                                                       |

| 3 grudnia 2020 18:55 CET | LASK Linz · Michorl 42' · Eggestein 84' · Karamoko 90+3' | 3:3(1:1)Raport | Tottenham Hotspur · 45+2' (k.) Bale · 56' Son · 87' (k.) Alli | Linzer Stadion, Linz Widzów: 0 Sędzia: Paweł Raczkowski |
|                          |                                                          |                |                                                               |                                                         |

| 3 grudnia 2020 18:55 CET | Royal Antwerp · Hongla 19' · De Laet 72' · Benson 87' | 3:1(1:0)Raport | Łudogorec Razgrad · 53' Despodov | Bosuilstadion, Antwerpia Widzów: 0 Sędzia: Pavel Orel |
|                          |                                                       |                |                                  |                                                       |

| 10 grudnia 2020 21:00 CET | Tottenham Hotspur · Vinícius 57' · Lo Celso 71' | 2:0(0:0)Raport | Royal Antwerp | Tottenham Hotspur Stadium, Londyn Widzów: 2 000 Sędzia: Jesús Gil Manzano |
|                           |                                                 |                |               |                                                                           |

| 10 grudnia 2020 21:00 CET | Łudogorec Razgrad · Manu 46' | 1:3(0:0)Raport | LASK Linz · 56' Wiesinger · 62' (k.) Renner · 67' Madsen | Łudogorec Arena, Razgrad Widzów: 0 Sędzia: Vitali Meshkov |
|                           |                              |                |                                                          |                                                           |

### Grupa K
| Lp. | Drużyna            | M | Z | R | P | Bramki | Bramki | +/– | Pkt |
| --- | ------------------ | - | - | - | - | ------ | ------ | --- | --- |
| 1   | Dinamo Zagrzeb (A) | 6 | 4 | 2 | 0 | 9      | 1      | +8  | 14  |
| 2   | Wolfsberger AC (A) | 6 | 3 | 1 | 2 | 7      | 6      | +1  | 10  |
| 3   | Feyenoord          | 6 | 1 | 2 | 3 | 4      | 8      | −4  | 5   |
| 4   | CSKA Moskwa        | 6 | 0 | 3 | 3 | 3      | 8      | −5  | 3   |

|                | CSK | DIN | FEY | WAC |
| -------------- | --- | --- | --- | --- |
| CSKA Moskwa    | –   | 0:0 | 0:0 | 0:1 |
| Dinamo Zagrzeb | 3:1 | –   | 0:0 | 1:0 |
| Feyenoord      | 3:1 | 0:2 | –   | 1:4 |
| Wolfsberger AC | 1:1 | 0:3 | 1:0 | –   |

| 22 października 2020 21:00 CET | Wolfsberger AC · Liendl 42' (k.) | 1:1(1:1)Raport | CSKA Moskwa · 5' Gaich | Wörthersee Stadion, Klagenfurt am Wörthersee Widzów: 3000 Sędzia: Sascha Stegemann |
|                                |                                  |                |                        |                                                                                    |

| 22 października 2020 21:00 CET | Dinamo Zagrzeb | 0:0(0:0)Raport | Feyenoord | Maksimir, Zagrzeb Widzów: 1271 Sędzia: Mattias Gestranius |
|                                |                |                |           |                                                           |

| 29 października 2020 18:55 CET | CSKA Moskwa | 0:0(0:0)Raport | Dinamo Zagrzeb | WEB Arena, Moskwa Widzów: 6411 Sędzia: Radu Petrescu |
|                                |             |                |                |                                                      |

| 29 października 2020 18:55 CET | Feyenoord · Berghuis 54' | 1:4(0:2)Raport | Wolfsberger AC · 4' (k.), 13' (k.), 60' Liendl · 66' (k.) Joveljić | Stadion Feijenoord, Rotterdam Widzów: 0 Sędzia: Srđan Jovanović |
|                                |                          |                |                                                                    |                                                                 |

| 5 listopada 2020 21:00 CET | Feyenoord · Haps 63' · Kökcü 71' · Geertruida 72' | 3:1(0:0)Raport | CSKA Moskwa · 80' (sam.) Senesi | Stadion Feijenoord, Rotterdam Widzów: 0 Sędzia: Roi Reinshreiber |
|                            |                                                   |                |                                 |                                                                  |

| 5 listopada 2020 21:00 CET | Dinamo Zagrzeb · Atiemwen 76' | 1:0(0:0)Raport | Wolfsberger AC | Maksimir, Zagrzeb Widzów: 0 Sędzia: Jérôme Brisard |
|                            |                               |                |                |                                                    |

| 26 listopada 2020 18:55 CET | CSKA Moskwa | 0:0(0:0)Raport | Feyenoord | WEB Arena, Moskwa Widzów: 5407 Sędzia: Kristo Tohver |
|                             |             |                |           |                                                      |

| 26 listopada 2020 18:55 CET | Wolfsberger AC | 0:3(0:0)Raport | Dinamo Zagrzeb · 60' Majer · 75' Petković · 90+1' Ivanušec | Wörthersee Stadion, Klagenfurt am Wörthersee Widzów: 0 Sędzia: Serhij Bojko |
|                             |                |                |                                                            |                                                                             |

| 3 grudnia 2020 18:55 CET | CSKA Moskwa | 0:1(0:1)Raport | Wolfsberger AC · 22' Vizinger | WEB Arena, Moskwa Widzów: 4321 Sędzia: Nikola Dabanović |
|                          |             |                |                               |                                                         |

| 3 grudnia 2020 18:55 CET | Feyenoord | 0:2(0:1)Raport | Dinamo Zagrzeb · 45+5' Petković · 53' Majer | Stadion Feijenoord, Rotterdam Widzów: 0 Sędzia: Chris Kavanagh |
|                          |           |                |                                             |                                                                |

| 10 grudnia 2020 21:00 CET | Dinamo Zagrzeb · Gvardiol 28' · Oršić 41' · Kastrati 75' | 3:1(2:0)Raport | CSKA Moskwa · 77' Bistrović | Maksimir, Zagrzeb Widzów: 0 Sędzia: Tiago Martins |
|                           |                                                          |                |                             |                                                   |

| 10 grudnia 2020 21:00 CET | Wolfsberger AC · Joveljić 31' | 1:0(1:0)Raport | Feyenoord | Wörthersee Stadion, Klagenfurt am Wörthersee Widzów: 0 Sędzia: Paweł Raczkowski |
|                           |                               |                |           |                                                                                 |

### Grupa L
| Lp. | Drużyna              | M | Z | R | P | Bramki | Bramki | +/– | Pkt |
| --- | -------------------- | - | - | - | - | ------ | ------ | --- | --- |
| 1   | TSG Hoffenheim (A)   | 6 | 5 | 1 | 0 | 17     | 2      | +15 | 16  |
| 2   | FK Crvena zvezda (A) | 6 | 3 | 2 | 1 | 9      | 4      | +5  | 11  |
| 3   | Slovan Liberec       | 6 | 2 | 1 | 3 | 4      | 13     | −9  | 7   |
| 4   | KAA Gent             | 6 | 0 | 0 | 6 | 4      | 15     | −11 | 0   |

|                  | KAA | CRV | HOF | SLL |
| ---------------- | --- | --- | --- | --- |
| KAA Gent         | –   | 0:2 | 1:4 | 1:2 |
| FK Crvena zvezda | 2:1 | –   | 0:0 | 5:1 |
| TSG Hoffenheim   | 4:1 | 2:0 | –   | 5:0 |
| Slovan Liberec   | 1:0 | 0:0 | 0:2 | –   |

| 22 października 2020 21:00 CET | Slovan Liberec · Helal 29' | 1:0(1:0)Raport | KAA Gent | Stadion u Nisy, Liberec Widzów: 0 Sędzia: Manuel Schüttengruber |
|                                |                            |                |          |                                                                 |

| 22 października 2020 21:00 CET | TSG Hoffenheim · Baumgartner 64' · Dabbur 90+3' | 2:0(0:0)Raport | FK Crvena zvezda | Prezero-Arena, Sinsheim Widzów: 0 Sędzia: Alejandro Hernández Hernández |
|                                |                                                 |                |                  |                                                                         |

| 29 października 2020 18:55 CET | KAA Gent · Kleindienst 90+3' | 1:4(0:1)Raport | TSG Hoffenheim · 36' (k.) Belfodil · 52' Grillitsch · 73' Gaćinović · 90+4' Baumgartner | Ghelamco Arena, Gandawa Widzów: 0 Sędzia: Sandro Schärer |
|                                |                              |                |                                                                                         |                                                          |

| 29 października 2020 18:55 CET | FK Crvena zvezda · Ben Nabouhane 7', 22' · Gajić 50' · Katai 67' · Falcinelli 70' | 5:1(2:1)Raport | Slovan Liberec · 41' Matoušek | Stadion Crvena zvezda, Belgrad Widzów: 0 Sędzia: Fabio Verissimo |
|                                |                                                                                   |                |                               |                                                                  |

| 5 listopada 2020 21:00 CET | FK Crvena zvezda · Kanga 12' · Katai 59' | 2:1(1:1)Raport | KAA Gent · 31' Odjidja-Ofoe | Stadion Crvena zvezda, Belgrad Widzów: 0 Sędzia: Michael Fabbri |
|                            |                                          |                |                             |                                                                 |

| 5 listopada 2020 21:00 CET | TSG Hoffenheim · Dabbur 22', 30' · Grillitsch 59' · Adamyan 71', 76' | 5:0(2:0)Raport | Slovan Liberec | Prezero-Arena, Sinsheim Widzów: 0 Sędzia: Siergiej Karasiow |
|                            |                                                                      |                |                |                                                             |

| 26 listopada 2020 18:55 CET | KAA Gent | 0:2(0:1)Raport | FK Crvena zvezda · 2' Petrović · 58' Milunović | Ghelamco Arena, Gandawa Widzów: 0 Sędzia: Filip Glova |
|                             |          |                |                                                |                                                       |

| 26 listopada 2020 18:55 CET | Slovan Liberec | 0:2(0:0)Raport | TSG Hoffenheim · 77' Baumgartner · 89' (k.) Kramarić | Stadion u Nisy, Liberec Widzów: 0 Sędzia: Jérôme Brisard |
|                             |                |                |                                                      |                                                          |

| 3 grudnia 2020 18:55 CET | KAA Gent · Jaremczuk 60' | 1:2(0:1)Raport | Slovan Liberec · 32' Mara · 55' Kaczaraba | Ghelamco Arena, Gandawa Widzów: 0 Sędzia: Kateryna Monzul |
|                          |                          |                |                                           |                                                           |

| 3 grudnia 2020 18:55 CET | FK Crvena zvezda | 0:0(0:0)Raport | TSG Hoffenheim | Stadion Crvena zvezda, Belgrad Widzów: 0 Sędzia: Bobby Madden |
|                          |                  |                |                |                                                               |

| 10 grudnia 2020 21:00 CET | TSG Hoffenheim · Beier 21', 49' · Skov 26' · Kramarić 64' | 4:1(2:0)Raport | KAA Gent · 81' Fortuna | Prezero-Arena, Sinsheim Widzów: 0 Sędzia: Anastasios Papapetrou |
|                           |                                                           |                |                        |                                                                 |

| 10 grudnia 2020 21:00 CET | Slovan Liberec | 0:0(0:0)Raport | FK Crvena zvezda | Stadion u Nisy, Liberec Widzów: 0 Sędzia: Mattias Gestranius |
|                           |                |                |                  |                                                              |